# DDR-Einzelmeisterschaft im Schach 1974
Die 23. DDR-Einzelmeisterschaft im Schach fand im Februar 1974 in Potsdam statt.

## Allgemeines
Die Teilnehmer hatten sich über das sogenannte Dreiviertelfinale sowie ein System von Vorberechtigungen und Freiplätzen für diese Meisterschaft qualifiziert. Hauptschiedsrichter war Johannes Hoffmann aus Rüdersdorf. Gespielt wurde im Ausstellungspavillon auf der Freundschaftsinsel.

## Meisterschaft der Herren
Rainer Knaak feierte seinen ersten DDR-Meistertitel, womit der Generationswechsel an der Spitze des DDR-Schachs endgültig vollzogen war. Von den älteren Spielern konnte in der Folge nur noch Wolfgang Uhlmann die Meisterschaft gewinnen. Knaak startete stark mit 6½ Punkten aus 7 bzw. 10½ aus 12 Runden. Dann ließ sein Tempo etwas nach, so dass sich kurzzeitig bis zu vier weitere Spieler reale Titelchancen ausrechnen konnten. Größte Überraschung und zugleich sein größter Karriereerfolg war der Bronzeplatz von Klaus Müller, dessen solides Spiel in der Fachpresse hervorgehoben wurde.
Bei Punktgleichheit wurden die Spieler primär nach der Anzahl der Gewinnpartien platziert.

### Abschlusstabelle
|    | Teilnehmer                              | 01 | 02 | 03 | 04 | 05 | 06 | 07 | 08 | 09 | 10 | 11 | 12 | 13 | 14 | 15 | 16 | 17 | 18 | 19 | 20 | Punkte |
| -- | --------------------------------------- | -- | -- | -- | -- | -- | -- | -- | -- | -- | -- | -- | -- | -- | -- | -- | -- | -- | -- | -- | -- | ------ |
| 01 | Rainer Knaak (SG Leipzig)               |    | ½  | 1  | ½  | ½  | 0  | 1  | ½  | 1  | 1  | 1  | 0  | 1  | 1  | 1  | 1  | 1  | ½  | 1  | 1  | 14½    |
| 02 | Wolfgang Uhlmann (Post Dresden)         | ½  |    | 1  | ½  | 0  | ½  | 1  | 1  | 1  | ½  | ½  | 1  | ½  | 1  | 1  | ½  | 1  | 0  | 1  | 1  | 13½    |
| 03 | Klaus Müller (Lok Greiz)                | 0  | 0  |    | ½  | 1  | 1  | ½  | ½  | 1  | ½  | 1  | 1  | 1  | ½  | ½  | 1  | ½  | 1  | 1  | 1  | 13½    |
| 04 | Burkhard Malich (Buna Halle)            | ½  | ½  | ½  |    | ½  | ½  | ½  | ½  | 1  | ½  | 1  | 1  | ½  | ½  | 1  | 1  | ½  | 1  | 1  | 1  | 13½    |
| 05 | Lutz Espig (Buna Halle)                 | ½  | 1  | 0  | ½  |    | 1  | 1  | 0  | 0  | 1  | ½  | 1  | ½  | 1  | 1  | ½  | ½  | 1  | 1  | 1  | 13     |
| 06 | Thomas Pähtz (EVB/Funkwerk Erfurt)      | 1  | ½  | 0  | ½  | 0  |    | ½  | ½  | 1  | 0  | 1  | 1  | 1  | ½  | ½  | 1  | ½  | 1  | 1  | 1  | 12½    |
| 07 | Günther Möhring (Chemie Lützkendorf)    | 0  | 0  | ½  | ½  | 0  | ½  |    | 1  | ½  | 0  | 1  | 1  | ½  | 1  | 1  | 1  | 1  | 1  | ½  | 1  | 12     |
| 08 | Lothar Vogt (SG Leipzig)                | ½  | 0  | ½  | ½  | 1  | ½  | 0  |    | ½  | ½  | ½  | ½  | 1  | ½  | 1  | ½  | 1  | 1  | 1  | 1  | 12     |
| 09 | Detlef Neukirch (SG Leipzig)            | 0  | 0  | 0  | 0  | 1  | 0  | ½  | ½  |    | 1  | ½  | 1  | 0  | ½  | 1  | 1  | 1  | 1  | 1  | 1  | 11     |
| 10 | Heinz Liebert (Buna Halle)              | 0  | ½  | ½  | ½  | 0  | 1  | 1  | ½  | 0  |    | 0  | ½  | ½  | 1  | 1  | ½  | 0  | ½  | 1  | 1  | 10     |
| 11 | Hans-Ulrich Grünberg (Lok Schwerin)     | 0  | ½  | 0  | 0  | ½  | 0  | 0  | ½  | ½  | 1  |    | 1  | 1  | 0  | 1  | ½  | ½  | 0  | 1  | 1  | 09     |
| 12 | Uwe Bönsch (Buna Halle)                 | 1  | 0  | 0  | 0  | 0  | 0  | 0  | ½  | 0  | ½  | 0  |    | 1  | ½  | 0  | 1  | 1  | 1  | 1  | 1  | 08½    |
| 13 | Lothar Zinn (AdW Berlin)                | 0  | ½  | 0  | ½  | ½  | 0  | ½  | 0  | 1  | ½  | 0  | 0  |    | 1  | ½  | ½  | 1  | 0  | 1  | 1  | 08½    |
| 14 | Manfred Böhnisch (SG Leipzig)           | 0  | 0  | ½  | ½  | 0  | ½  | 0  | ½  | ½  | 0  | 1  | ½  | 0  |    | 1  | 0  | 1  | 1  | 0  | ½  | 07½    |
| 15 | Helmut Roßmann (Medizin Neubrandenburg) | 0  | 0  | ½  | 0  | 0  | ½  | 0  | 0  | 0  | 0  | 0  | 1  | ½  | 0  |    | 1  | 1  | 1  | 0  | 1  | 06½    |
| 16 | Bodo Starck (AdW Berlin)                | 0  | ½  | 0  | 0  | ½  | 0  | 0  | ½  | 0  | ½  | ½  | 0  | ½  | 1  | 0  |    | 1  | 1  | ½  | 0  | 06½    |
| 17 | Wolfram Heinig (Vorwärts Strausberg)    | 0  | 0  | ½  | ½  | ½  | ½  | 0  | 0  | 0  | 1  | ½  | 0  | 0  | 0  | 0  | 0  |    | 1  | ½  | ½  | 05½    |
| 18 | Christian Syré (Vorwärts Strausberg)    | ½  | 1  | 0  | 0  | 0  | 0  | 0  | 0  | 0  | ½  | 1  | 0  | 1  | 0  | 0  | 0  | 0  |    | 0  | 1  | 05     |
| 19 | Kurt Litkiewicz (Lok Rostock)           | 0  | 0  | 0  | 0  | 0  | 0  | ½  | 0  | 0  | 0  | 0  | 0  | 0  | 1  | 1  | ½  | ½  | 1  |    | ½  | 05     |
| 20 | Horst Broberg (SG Leipzig)              | 0  | 0  | 0  | 0  | 0  | 0  | 0  | 0  | 0  | 0  | 0  | 0  | 0  | ½  | 0  | 1  | ½  | 0  | ½  |    | 02½    |

### Dreiviertelfinale
Das Dreiviertelfinale der Herren fand vom 27. Juli bis 5. August 1973 im Schachdorf Ströbeck statt. Hauptschiedsrichter war erneut Arthur Gröbe. Zum Turnierverlauf hebt Schach die erfolgreiche Aufholjagd von Böhnisch nach Niederlagen in den ersten beiden Runden hervor. Mit dem 14-jährigen späteren Großmeister und Bundestrainer Uwe Bönsch stand ein weiteres Talent erstmals im Dreiviertelfinale. Das schwache Abschneiden des mehrfachen Finalisten Brameyer wird mit gesundheitlicher Indisposition begründet.
Gruppe A
|    | Teilnehmer                               | 01 | 02 | 03 | 04 | 05 | 06 | 07 | 08 | 09 | 10 | Punkte |
| -- | ---------------------------------------- | -- | -- | -- | -- | -- | -- | -- | -- | -- | -- | ------ |
| 01 | Bodo Starck (AdW Berlin)                 |    | 1  | ½  | ½  | 1  | 1  | 1  | ½  | 1  | 1  | 7½     |
| 02 | Christian Syré (Vorwärts Strausberg)     | 0  |    | ½  | 0  | 1  | 1  | 1  | 1  | 1  | 1  | 6½     |
| 03 | Klaus Müller (Lok Greiz)                 | ½  | ½  |    | 0  | 1  | 1  | 0  | 1  | 1  | 1  | 6      |
| 04 | Wolfram Heinig (Vorwärts Strausberg)     | ½  | 1  | 1  |    | 0  | ½  | ½  | 0  | ½  | 1  | 5      |
| 05 | Eberhard Geissert (Aktivist Lauchhammer) | 0  | 0  | 0  | 1  |    | ½  | 1  | 1  | 1  | 0  | 4½     |
| 06 | Herbert-Ernst Gohlke (Lok Brandenburg)   | 0  | 0  | 0  | ½  | ½  |    | ½  | 1  | 1  | 1  | 4½     |
| 07 | Thomas Pähtz (EVB/Funkwerk Erfurt)       | 0  | 0  | 1  | ½  | 0  | ½  |    | 1  | 0  | 1  | 4      |
| 08 | Jürgen Wiemer (Veritas Wittenberge)      | ½  | 0  | 0  | 1  | 0  | 0  | 0  |    | 1  | ½  | 3      |
| 09 | Erich Thiele (Aufbau Dresden Mitte)      | 0  | 0  | 0  | ½  | 0  | 0  | 1  | 0  |    | 1  | 2½     |
| 10 | Kurt Essegern (Vorwärts Dermbach)        | 0  | 0  | 0  | 0  | 1  | 0  | 0  | ½  | 0  |    | 1½     |

Gruppe B
|    | Teilnehmer                               | 01 | 02 | 03 | 04 | 05 | 06 | 07 | 08 | 09 | 10 | Punkte |
| -- | ---------------------------------------- | -- | -- | -- | -- | -- | -- | -- | -- | -- | -- | ------ |
| 01 | Manfred Böhnisch (SG Leipzig)            |    | 1  | 1  | 1  | ½  | 0  | 0  | 1  | 1  | ½  | 6      |
| 02 | Kurt Litkiewicz (Lok Rostock)            | 0  |    | ½  | 1  | 1  | ½  | 1  | 1  | 1  | 0  | 6      |
| 03 | Olaf Thal (AdW Berlin)                   | 0  | ½  |    | ½  | 1  | 0  | 1  | 1  | 1  | 1  | 6      |
| 04 | Rainer Möbius (Vorwärts Strausberg)      | 0  | 0  | ½  |    | 1  | 1  | 1  | ½  | 1  | 1  | 6      |
| 05 | Rainer Tröger (Chemie Sandersdorf)       | ½  | 0  | 0  | 0  |    | 1  | 0  | 1  | 1  | 1  | 4½     |
| 06 | Alexander Okrajek (Fortschritt Cottbus)  | 1  | ½  | 1  | 0  | 0  |    | ½  | 0  | 0  | 1  | 4      |
| 07 | Uwe Bönsch (Lok Halle)                   | 1  | 0  | 0  | 0  | 1  | ½  |    | 0  | ½  | 1  | 4      |
| 08 | Wolfgang Thormann (AdW Berlin)           | 0  | 0  | 0  | ½  | 0  | 1  | 1  |    | ½  | ½  | 3½     |
| 09 | Gerolf Unger (Motor IFA Karl-Marx-Stadt) | 0  | 0  | 0  | 0  | 0  | 1  | ½  | ½  |    | 1  | 3      |
| 10 | Oswald Bindrich (Vorwärts Stallberg)     | ½  | 1  | 0  | 0  | 0  | 0  | 0  | ½  | 0  |    | 2      |

Gruppe C
|    | Teilnehmer                              | 01 | 02 | 03 | 04 | 05 | 06 | 07 | 08 | 09 | 10 | Punkte |
| -- | --------------------------------------- | -- | -- | -- | -- | -- | -- | -- | -- | -- | -- | ------ |
| 01 | Detlef Neukirch (SG Leipzig)            |    | ½  | ½  | 1  | 1  | 1  | 1  | 1  | ½  | 1  | 7½     |
| 02 | Horst Broberg (SG Leipzig)              | ½  |    | 1  | 1  | 0  | 1  | 0  | 1  | 1  | 1  | 6½     |
| 03 | Helmut Roßmann (Medizin Neubrandenburg) | ½  | 0  |    | 1  | 1  | ½  | 1  | ½  | 1  | ½  | 6      |
| 04 | Wolfgang Dietze (Buna Halle)            | 0  | 0  | 0  |    | 1  | ½  | 1  | 1  | 1  | 1  | 5½     |
| 05 | Harald Darius (Motor SO Magdeburg)      | 0  | 1  | 0  | 0  |    | 0  | 1  | 1  | ½  | 1  | 4½     |
| 06 | Christian August (Erfurter VB)          | 0  | 0  | ½  | ½  | 1  |    | 0  | 1  | 0  | ½  | 3½     |
| 07 | Hans Werchan (Motor SO Magdeburg)       | 0  | 1  | 0  | 0  | 0  | 1  |    | 0  | 1  | ½  | 3½     |
| 08 | Hans-Jürgen Meißner (Lok Pankow)        | 0  | 0  | ½  | 0  | 0  | 0  | 1  |    | ½  | 1  | 3      |
| 09 | Hermann Brameyer (AdW Berlin)           | ½  | 0  | 0  | 0  | ½  | 1  | 0  | ½  |    | 0  | 2½     |
| 10 | Jürgen Kyas (Lok Karl-Marx-Stadt)       | 0  | 0  | ½  | 0  | 0  | ½  | ½  | 0  | 1  |    | 2½     |

## Meisterschaft der Damen
Angesichts aufstrebender junger Spielerinnen und einer noch konkurrenzfähigen älteren Generation ergab sich eine auf breiter Front stark besetzte Meisterschaft, in welcher sich die 15-jährige Schülerin Petra Feustel mit einem Start-Ziel-Sieg durchsetzte.

### Abschlusstabelle
|    | Teilnehmer                              | 01 | 02 | 03 | 04 | 05 | 06 | 07 | 08 | 09 | 10 | 11 | 12 | 13 | 14 | Punkte |
| -- | --------------------------------------- | -- | -- | -- | -- | -- | -- | -- | -- | -- | -- | -- | -- | -- | -- | ------ |
| 01 | Petra Feustel (Lok Gera)                |    | ½  | 1  | ½  | 1  | ½  | 0  | 1  | 1  | 1  | ½  | 1  | 1  | 1  | 10     |
| 02 | Eveline Nünchert (PH Potsdam)           | ½  |    | ½  | 1  | 1  | ½  | ½  | 1  | ½  | 1  | ½  | 1  | 1  | ½  | 09½    |
| 03 | Christina Hölzlein (Chemie Lützkendorf) | 0  | ½  |    | 0  | 1  | 1  | ½  | 0  | ½  | 1  | 1  | 1  | 1  | 1  | 08½    |
| 04 | Irene Winter (Motor Weimar)             | ½  | 0  | 1  |    | 1  | ½  | ½  | 0  | 1  | ½  | ½  | 1  | 1  | ½  | 08     |
| 05 | Annett Michel (Buna Halle)              | 0  | 0  | 0  | 0  |    | 1  | 1  | 1  | 1  | 1  | 1  | 0  | 1  | 1  | 08     |
| 06 | Marion Worch (Buna Halle)               | ½  | ½  | 0  | ½  | 0  |    | ½  | ½  | ½  | 1  | ½  | 1  | 1  | ½  | 07     |
| 07 | Ingrid Rönsch (Lok Dresden)             | 1  | ½  | ½  | ½  | 0  | ½  |    | ½  | 0  | ½  | ½  | 1  | ½  | ½  | 06½    |
| 08 | Brigitte Hofmann (Buna Halle)           | 0  | 0  | 1  | 1  | 0  | ½  | ½  |    | 0  | ½  | 1  | 0  | ½  | 1  | 06     |
| 09 | Ilse Böttcher (TSG Wittenberg)          | 0  | ½  | ½  | 0  | 0  | ½  | 1  | 1  |    | 0  | ½  | 1  | ½  | ½  | 06     |
| 10 | Gabriele Just (Lok Mitte Leipzig)       | 0  | 0  | 0  | ½  | 0  | 0  | ½  | ½  | 1  |    | ½  | 1  | 1  | ½  | 05½    |
| 11 | Ulricke Seidemann (PH Potsdam)          | ½  | ½  | 0  | ½  | 0  | ½  | ½  | 0  | ½  | ½  |    | ½  | 0  | 1  | 05     |
| 12 | Jutta Scholz (PH Potsdam)               | 0  | 0  | 0  | 0  | 1  | 0  | 0  | 1  | 0  | 0  | ½  |    | ½  | 1  | 04     |
| 13 | Jutta Hartlapp (Buna Halle)             | 0  | 0  | 0  | 0  | 0  | 0  | ½  | ½  | ½  | 0  | 1  | ½  |    | 1  | 04     |
| 14 | Gesine Camin (Motor Wernigerode)        | 0  | ½  | 0  | ½  | 0  | ½  | ½  | 0  | ½  | ½  | 0  | 0  | 0  |    | 03     |

### Dreiviertelfinale
Das Dreiviertelfinale der Damen fand im Sommer 1973 in Jüterbog statt. Schiedsrichterin war Margarete Kleinschmidt. Überraschungen blieben weitgehend aus. In der Fachpresse wird auch der gute Platz von Ingrid Pölkow als erwartbar geschildert, da sie in Mannschaftswettkämpfen bereits auf sich aufmerksam gemacht hatte. Lediglich Kube und Bade blieben nach diesem Bericht unter den Erwartungen.
Gruppe A
|   | Teilnehmer                                 | 01 | 02 | 03 | 04 | 05 | 06 | 07 | 08 | Punkte |
| - | ------------------------------------------ | -- | -- | -- | -- | -- | -- | -- | -- | ------ |
| 1 | Brigitte Hofmann (Buna Halle)              |    | 1  | 1  | 1  | 1  | 1  | 1  | 1  | 7      |
| 2 | Petra Feustel (Lok Gera)                   | 0  |    | 1  | 1  | ½  | 1  | 1  | 1  | 5½     |
| 3 | Jutta Scholz (PH Potsdam)                  | 0  | 0  |    | 1  | 1  | ½  | 1  | ½  | 4      |
| 4 | Helmi Walter (Motor Wildau)                | 0  | 0  | 0  |    | ½  | 1  | 1  | 1  | 3½     |
| 5 | Vera Kunath (Einheit Meiningen)            | 0  | ½  | 0  | ½  |    | ½  | 1  | ½  | 3      |
| 6 | Edith Schmidt (Lok Karl-Marx-Stadt)        | 0  | 0  | ½  | 0  | ½  |    | ½  | 1  | 2½     |
| 7 | Roswitha Siemer (Schiffahrt/Hafen Rostock) | 0  | 0  | 0  | 0  | 0  | ½  |    | 1  | 1½     |
| 8 | Christine Lesky (Lok Dresden)              | 0  | 0  | ½  | 0  | ½  | 0  | 0  |    | 1      |

Gruppe B
|   | Teilnehmer                            | 01 | 02 | 03 | 04 | 05 | 06 | 07 | 08 | Punkte |
| - | ------------------------------------- | -- | -- | -- | -- | -- | -- | -- | -- | ------ |
| 1 | Marion Worch (Buna Halle)             |    | 1  | 1  | ½  | 1  | ½  | 1  | ½  | 5½     |
| 2 | Ingrid Pölkow (Einheit Schwerin)      | 0  |    | 1  | 1  | ½  | ½  | 1  | ½  | 4½     |
| 3 | Ulricke Seidemann (PH Potsdam)        | 0  | 0  |    | ½  | ½  | 1  | 1  | 1  | 4      |
| 4 | Hannelore Kube (Medizin Erfurt)       | ½  | 0  | ½  |    | 1  | ½  | 0  | 1  | 3½     |
| 5 | Kornelia Mischuda (Einheit Strasburg) | 0  | ½  | ½  | 0  |    | ½  | 1  | 1  | 3½     |
| 6 | Margret Jablonski (Motor Weimar)      | ½  | ½  | 0  | ½  | ½  |    | ½  | ½  | 3      |
| 7 | Heidrun Bade (AdW Berlin)             | 0  | 0  | 0  | 1  | 0  | ½  |    | 1  | 2½     |
| 8 | Marianne Schuster (BSG Sebnitz)       | ½  | ½  | 0  | 0  | 0  | ½  | 0  |    | 1½     |

Gruppe C
|   | Teilnehmer                            | 01 | 02 | 03 | 04 | 05 | 06 | 07 | 08 | Punkte |
| - | ------------------------------------- | -- | -- | -- | -- | -- | -- | -- | -- | ------ |
| 1 | Ingrid Rönsch (Lok Dresden)           |    | ½  | 1  | 1  | ½  | ½  | 1  | 1  | 5½     |
| 2 | Irene Winter (Motor Weimar)           | ½  |    | ½  | ½  | ½  | 1  | 1  | 1  | 5      |
| 3 | Jutta Hartlapp (Buna Halle)           | 0  | ½  |    | ½  | ½  | 1  | 1  | 1  | 4½     |
| 4 | Evelyn Bieberle (Motor SO Magdeburg)  | 0  | ½  | ½  |    | 1  | 0  | 1  | 0  | 3      |
| 5 | Karin Bröder (Buna Halle)             | ½  | ½  | ½  | 0  |    | ½  | 0  | 1  | 3      |
| 6 | Sonja Schmidt (Lok Karl-Marx-Stadt)   | ½  | 0  | 0  | 1  | ½  |    | 0  | 1  | 3      |
| 7 | Regine Hoffmann (TSG Oberschöneweide) | 0  | 0  | 0  | 0  | 1  | 1  |    | 1  | 3      |
| 8 | Sylvia Heller (Traktor Rüdersdorf)    | 0  | 0  | 0  | 1  | 0  | 0  | 0  |    | 1      |

## Jugendmeisterschaften
| Altersklasse | männlich                         | weiblich                         |
| ------------ | -------------------------------- | -------------------------------- |
| Schüler C    | Volker Soppert (Dresden)         | Cornelia Beste (Naumburg)        |
| Schüler B    | Uwe Schneider (Cottbus)          | Ines Starck (Berlin)             |
| Schüler A    | Thomas Casper (Carl Zeiss Jena)  | Gesine Camin (Motor Wernigerode) |
| Jugend       | Uwe Bönsch (Buna Halle-Neustadt) | Petra Feustel (Lok Gera)         |